# Salutjärnen (Rättviks socken, Dalarna, 674576-146355)
Salutjärnen är en sjö i Leksands kommun och Rättviks kommun i Dalarna och ingår i Dalälvens huvudavrinningsområde. Sjön har en area på 0,174 kvadratkilometer och ligger 246,1 meter över havet. Sjön avvattnas av vattendraget Saluån.

## Delavrinningsområde
Salutjärnen ingår i det delavrinningsområde (674755-146024) som SMHI kallar för Mynnar i Siljan. Medelhöjden är 287 meter över havet och ytan är 27,06 kvadratkilometer. Det finns inga avrinningsområden uppströms utan avrinningsområdet är högsta punkten. Saluån som avvattnar avrinningsområdet har biflödesordning 2, vilket innebär att vattnet flödar genom totalt 2 vattendrag innan det når havet efter 291 kilometer. Avrinningsområdet består mestadels av skog (72 procent). Avrinningsområdet har 0,17 kvadratkilometer vattenytor vilket ger det en sjöprocent på 0,6 procent. Bebyggelsen i området täcker en yta av 0,51 kvadratkilometer eller 2 procent av avrinningsområdet.